# Tireless (U-Boot, 1985)
HMS Tireless (Kennung: S88) ist ein Atom-U-Boot der Royal Navy und gehört der Trafalgar-Klasse an.

## Geschichte
Die Tireless wurde 1979 bei Vickers Shipbuilding and Engineering Ltd (heute BAE Systems) geordert und 1981 auf Kiel gelegt. Stapellauf und Schiffstaufe erfolgten 1984, die Indienststellung ein Jahr später.
In den folgenden Jahren nahm die Tireless an mehreren Übungen in aller Welt teil, 1991 besuchte sie unter anderem die Arktis. Anfang 1996 folgte die erste große Überholung, die bis 1999 dauerte.
Am 12. Mai 2000 gab es, während die Tireless im Mittelmeer unterwegs war, einen Verlust der Konvektion der Kühlflüssigkeit im Reaktor. Aus diesem Grund lief das U-Boot den Hafen von Gibraltar an. Während die Royal Navy zunächst davon ausging, die defekte Kühlmittelpumpe binnen weniger Tage ersetzen zu können, dauerte es fast ein Jahr, bis zum 2. Mai 2001, bis die Tireless den Hafen verlassen konnte, was zu Spannungen zwischen den Regierungen in London und Madrid führte.
Am 19. April 2004 traf sich die Tireless mit dem US-amerikanischen U-Boot der Los-Angeles-Klasse Hampton unter dem Nordpol und tauchte dort durch arktisches Eis auf. Am 9. Juli des Jahres 2004 musste die Tireless wiederum in den Hafen von Gibraltar einlaufen, nachdem es nicht näher spezifizierte technische Probleme gegeben hatte. Dies verärgerte die spanische Regierung, auch weil am 21. Juli der 300. Jahrestag der Eroberung Gibraltars stattfand. Die Tireless verließ den Hafen jedoch bereits am 15. Juli wieder.
2007 fuhr die Tireless mit der US-amerikanischen Alexandria eine Übung unter arktischem Eis. Am 21. März explodierte dabei 274 km nördlich von Alaska eine Sauerstoffkerze an Bord, wobei die beiden Matrosen Paul McCann und Anthony Huntrod ums Leben kamen und ein weiterer verletzt wurde. Der Reaktor an Bord blieb unbeschädigt. Der verletzte Matrose wurde durch die US-amerikanische Air National Guard nach Anchorage ausgeflogen.
Im April 2014 beteiligte sich die Tireless im Indischen Ozean an der Suche um die verlorene Boeing 777 aus dem Malaysia-Airlines-Flug 370. Von diesem Einsatz kehrte sie am 1. Juni 2014 in den Hafen von Plymouth zurück und wurde dort am 19. Juni 2014 in einer feierlichen Zeremonie aus dem aktiven Dienst verabschiedet.